# Altura sobre el nivel del suelo
AGL es un acrónimo del inglés de Above ground level, y se traduce al español como «sobre el nivel del suelo». Es un término utilizado en aeronáutica para referirse a la altitud o altura real de la aeronave sobre el suelo, normalmente, referenciada en pies.
Existen 3 referencias básicas de altura en un avión (altura de la presión barométrica existente en milibares o pulgadas de mercurio):
1. QNH → cuando el altímetro es calado con la presión atmosférica a nivel del mar real
2. QFE → cuando el altímetro es calado con la presión atmosférica del aeródromo (el altímetro nos daría la altura del aeródromo)
3. QNE → cuando el altímetro es calado con la presión atmosférica a nivel del mar genérico 1013,25 mb (0 ft y 15 °C.)

La altura real en aeronaves respecto al suelo, es decir, el QFE, la obtendríamos entrando en la cabina del avión y girando nuestra ventana de Kollsman (los numéritos del centro del altímetro que indican la presión) con la rueda de calado del altímetro, hasta que nuestro instrumento marcase 0 fts, es decir, en el suelo.
En la imagen, nos fijaríamos qué es lo que marca la ventana, y ese sería nuestro QFE

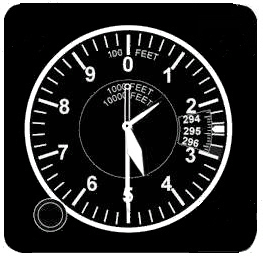